# Horta-Guinardó

Lage von Horta-Guinardó im Stadtgebiet von Barcelona

Horta-Guinardó ist ein Stadtbezirk von Barcelona im Norden der katalanischen Hauptstadt mit 172.000 Einwohnern (Stand: 2009). Horta war bis zur Eingemeindung im Jahr 1904 ein eigenständiges Dorf. Erstmals erwähnt wurde der Ort im Jahr 965. Der Name des Dorfes stammt von der Familie Horta, die in diesem Gebiet von 1036 bis 1260 herrschte. Im 17. Jahrhundert erreichte Horta eine Blütezeit und war Wohnort zahlreicher adliger Familien und wohlhabender Kaufleute.
Im 20. Jahrhundert wuchs Horta stark, es wurden zahlreiche Wäschereien errichtet. 1901 erhielt der Ort einen Straßenbahnanschluss, 1967 wurde die Metrostation Horta der heutigen Linie L5 eröffnet.
Die heutige Plaça d’Eivissa im Stadtviertel Horta war bis zur Eingemeindung nach Barcelona der Marktplatz des Ortes. Der Bezirkssitz befindet sich im südlichen Teil des Bezirks in der denkmalgeschützten Casa de les Altures im Stadtviertel Baix Guinardó. Im Bezirk befinden sich auch der älteste Park Barcelonas, der 1799 eröffnete Parc del Laberint d’Horta, das für die Bahnrad-WM 1984 erbaute Horta-Velodrom sowie die anlässlich der Olympischen Sommerspiele 1992 errichteten Sportstätten am Palau d’Esports Vall d’Hebron.

Die 11 Nachbarschaften von Horta-Guinardó

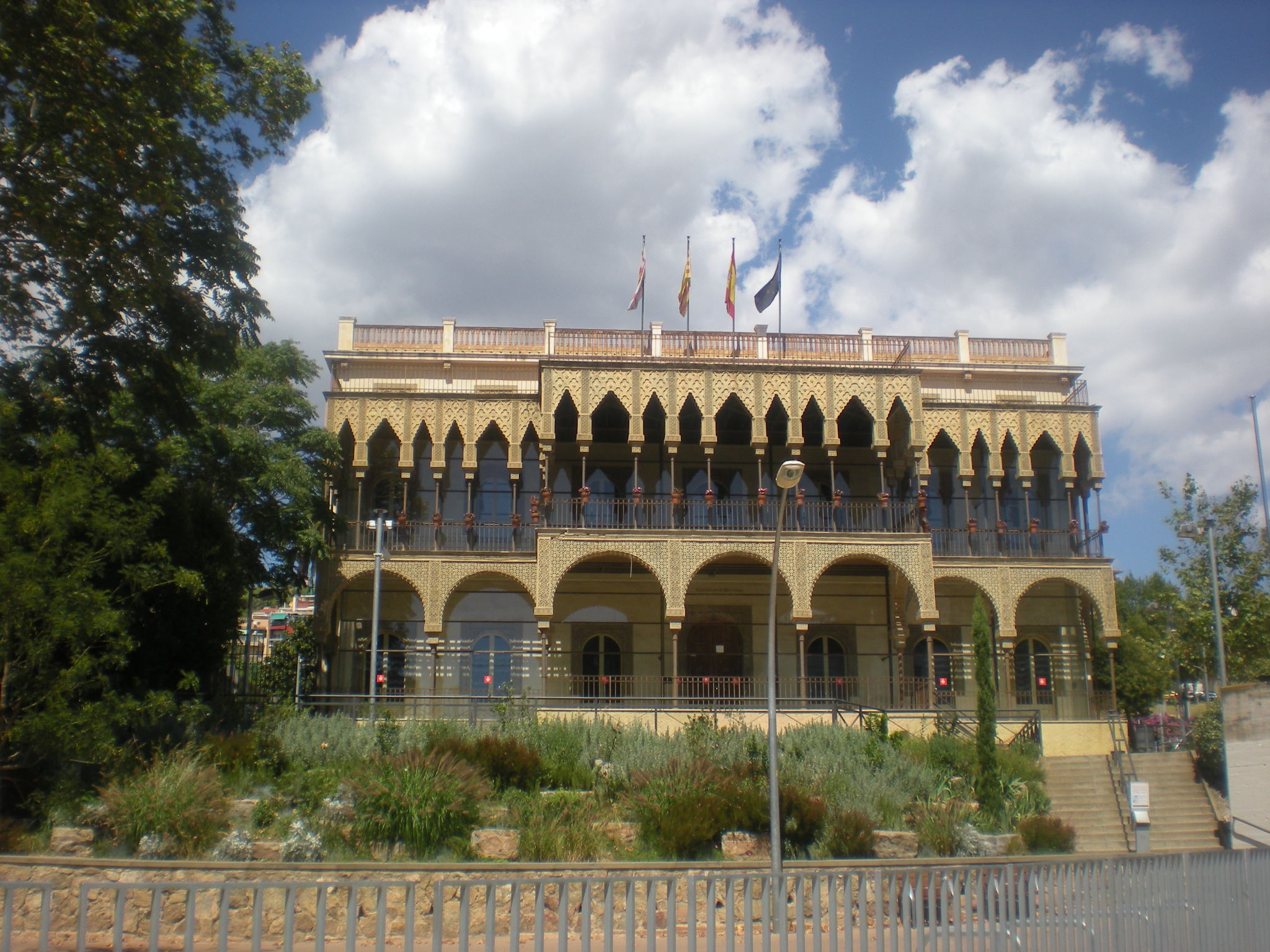
Casa de les Altures, Sitz der Bezirksverwaltung von Horta-Guinardó

Der Stadtbezirk Horta-Guinardó ist unterteilt in 11 Stadtviertel:
| Code | Name                     | Einwohner (2009) | Fläche (ha) | Einwohnerdichte (Personen/ha) |
| ---- | ------------------------ | ---------------- | ----------- | ----------------------------- |
| 33   | El Baix Guinardó         | 26.287           | 56,0        | 469,6                         |
| 34   | Can Baró                 | 9.159            | 38,4        | 238,7                         |
| 35   | El Guinardó              | 35.836           | 130,8       | 273,9                         |
| 36   | La Font d’en Fargues     | 9.608            | 65,7        | 146,2                         |
| 37   | El Carmel                | 33.081           | 94,2        | 351,3                         |
| 38   | La Teixonera             | 11.494           | 33,7        | 341,1                         |
| 39   | Sant Genís dels Agudells | 7.228            | 171,6       | 42,1                          |
| 40   | Montbau                  | 5.261            | 204,7       | 25,7                          |
| 41   | Vall d’Hebron            | 5.618            | 73,6        | 76,3                          |
| 42   | La Clota                 | 480              | 17,8        | 26,9                          |
| 43   | Horta                    | 27.909           | 308,2       | 90,5                          |
| VII  | Horta-Guinardó           | 171.961          | 1.194,7     | 143,9                         |